# Everyman's War
Everyman's War là một bộ phim hành động - chiến tranh - tâm lý Mỹ, đạo diễn bởi Thad Smith, phát hành năm 2009. Phim có dàn diễn viên Cole Carson, Lauren Bair, Michael J. Prosser, Sean McGrath và Eric Martin Reid. Bộ phim dựa trên một câu chuyện có thật về một người lính Mỹ tên Don Smith thuộc Sư đoàn Bộ binh 94 còn sống sót sau trận đánh trong rừng tuyết Đức vào thời Chiến tranh thế giới thứ hai.

## Nội dung
Bộ phim là cuộc hồi tưởng của người cựu chiến binh Don Smith, năm xưa ông từng là lính Mỹ thuộc Sư đoàn Bộ binh 94 tham gia Thế chiến thứ hai.
Năm 1944, cuộc Thế chiến thứ hai vẫn đang diễn ra căng thẳng. Don Smith - một người lính trong Sư đoàn Bộ binh 94 - cùng đơn vị của anh đang đóng quân ở Pháp. Tại đây họ bị quân Đức tấn công, nhưng họ đã cố gắng chiến đấu đẩy lùi quân Đức. Sau trận này Smith mất đi một người bạn tốt là Hạ sĩ Starks.
Đơn vị của Smith sau đó được đưa đến một thị trấn nhỏ ở Nennig, Đức. Với cái lạnh khắc nghiệt, quân Mỹ không ngờ rằng quân Đức sẽ mở đợt tấn công. Từng người đồng đội của Smith đã hi sinh trong trận chiến này. Smith liền chạy đi báo tin cho các đội lính Mỹ còn lại. Về sau Smith tham gia vào đơn vị khác và vẫn chiến đấu đến ngày chiến tranh kết thúc. Anh quay trở về Mỹ và gặp lại Dorrine - cô bạn gái của anh.

## Diễn viên
- Cole Carson vai Trung sĩ Don Smith
- Lauren Bair vai Dorrine Smith
- Michael J. Prosser vai Hạ sĩ Starks
- Sean McGrath vai Binh nhì Benedetto
- Eric Martin Reid vai Binh nhì Fuller
- Brian Julian vai Binh nhì Heinrich
- Aaron Glass vai Binh nhì Briggs
- Lee Selmyhr vai Don Smith lúc già
- Peggy Krahl vai Dorrine Smith lúc già
- Nico Izambard vai Maurice
- Todd A. Robinson vai Trung úy Naggi
- Rick Magistrale vai Trung sĩ Speck
- Chris Sharp vai Binh nhì Jennings
- Thad Smith vai Trung úy Cooper
- Gavin Bristol vai Hạ sĩ Starcher
- Stepan Simek vai Tướng quân von Wietersheim
- Brainard Brauer vai Thiếu tá von Ruepprecht

## Giải thưởng
- 2009 GI Film Festival Best Narrative Feature[2]
- 2009 Film Excellence Award by Film Oregon